# Österreich 2
Unter der Bezeichnung Österreich 2 (kurz Ö2; ehemals Österreich Regional, Ö-Regional oder ÖR) werden in Österreich die neun öffentlich-rechtlichen Radioprogramme des ORF subsumiert, die ihr Programm jeweils nur bundeslandweit ausstrahlen.
Es sind jeweils stark auf regionale Themen ausgerichtete Full-Service-Programme mit Nachrichten, Wetter, Verkehr und regionalen Reportagen, die von den ORF-Landesstudios produziert werden. 
Sämtliche Landesprogramme werden über terrestrische UKW-Frequenzen und digital über den Satelliten Astra ausgestrahlt. Eine länderübergreifende Verbreitung über DVB-T2 findet (anders als bei Bundesland heute) nicht statt, weil sie nicht vom ORF-Gesetz gedeckt ist.

## Regionalradios
Es handelt sich um die folgenden Programme:
Mit einzelnen Sendestandorten in anderen österreichischen Bundesländern (Anzahl in Klammern):
- Radio Burgenland (2)
- Radio Kärnten (2)
- Radio Niederösterreich (3)
- Radio Oberösterreich (2)
- Radio Salzburg (2)
- Radio Steiermark (4)

Ebenso wie Ö1, Ö3 und FM4 auch von der Rundfunk-Anstalt Südtirol in dessen Sendegebiet ausgestrahlt:
- Radio Tirol

Nur von Standorten im eigenen Bundesland ausgestrahlt:
- Radio Vorarlberg
- Radio Wien

Mit Ausnahme der gemeinsamen Weltnachrichten produzieren die Landesradios rund um die Uhr ein eigenständiges, nach regionalen Gesichtspunkten ausgerichtetes Programm. Regionalnachrichten (meist zur halben Stunde), ausführliche Regionaljournale („Landesrundschau“ etc.), Reportagen und Serviceelemente gewährleisten eine hohe Hörerbindung. Das Musikprogramm orientiert sich an melodiösen Kriterien und umfasst in regional unterschiedlicher Gewichtung Oldies, Austropop und neue österreichische Musik, Schlager und traditionelle Volksmusiksendungen. Die Musikfarbe der einzelnen Landesprogramme ist nicht einheitlich, einige Sender fahren ein recht konsequentes Oldieformat, während andere überwiegend deutsche oder volkstümliche Schlager spielen. Nachts strahlt jeder Sender sein eigenes Nonstop-Musikprogramm aus, das nur für die Nachrichten unterbrochen wird. 
Die Regionalradios wurden in den letzten Jahren zu Formatradios umgewandelt – ihr Zielpublikum liegt bei der Gruppe 35+, wo sie auch klarer Marktführer bei Reichweiten und Marktanteilen sind. Das Musikformat besteht vor allem aus Schlagern, Oldies und Superhits. Allerdings gibt es Teilanstalten wie Radio Oberösterreich, die – ähnlich wie Ö1 – zusätzlich klassische Musikprogramme, Literatursendungen und freie Radioproduktionen ausstrahlen (z. B. Alice Ertlbauer-Camerers Konzertpodium).

## Geschichte
Im Oktober 1967 startete das Programm Österreich Regional als eines der sogenannten Strukturprogramme unter Fortführung der Lokalsendungen des bisherigen ersten Programms des Österreichischen Rundfunks. Auch die Frequenzen und das Pausenzeichen (Ballettmusik aus Rosamunde von Franz Schubert) wurden vom ersten Programm übernommen. Aus dem bisherigen zweiten Programm stammte die legendäre tägliche Sendung Autofahrer unterwegs, von der insgesamt 15.153 Folgen zwischen 1957 und 1999 österreichweit ausgestrahlt wurden. Zum 2. Mai 1990 erfolgte die Umbenennung von ÖR in Ö2.
Bis dahin waren viele Ö2-Landesprogramme von volkstümlicher Unterhaltungsmusik dominiert und wurden deshalb manchmal auch etwas abwertend als Hausfrauenradio bezeichnet. Kurz vor der erstmaligen Zulassung von Privatradios, die zunächst nur bundeslandweit senden durften (Regionalradiogesetz), wurde die Musikauswahl einiger Landessender stärker internationalisiert. Die neu entstehenden regionalen Privatradios versuchten in der Folge durch eine Musikauswahl zu punkten, durch die sie eher mit Ö3 konkurrieren als mit Ö2. Wegen der besseren finanziellen und personellen Ausstattung fällt es den Landesstudios der Ö2-Senderkette auch im journalistischen Bereich leicht, die Oberhand über die regionalen Privatradios zu behalten.
Bis Mitte der 1990er Jahre bestand noch ein gemeinsames Rahmenprogramm, das nur stundenweise durch Regionalfenster unterbrochen wurde. Zum Gemeinschaftsprogramm lieferten die verschiedenen Landesstudios qualitativ wertvolle Beiträge, wie Autofahrer unterwegs, Turnier auf der Schallaburg oder bunte Reportageformate. Wegen der mit dem Einzug der Computertechnik verbundenen Kostenreduktion ging man Ende der 90er Jahre zur vollständigen Regionalisierung über, der Stationsname Österreich 2 verschwand endgültig. Übrig blieben mehr oder minder durchformatierte Landeswellen mit hohem Informationsanteil, die ambitionierteren Projekte wurden weitgehend fallengelassen.